# Photoscotosia atrostrigata
Photoscotosia atrostrigata là một loài bướm đêm trong họ Geometridae.